# Simplicius
Svatý Simplicius (narozen v Tivoli, zemřel 10. března 483 Řím) byl patriarcha města Říma a papež katolické církve od roku 468 (udává se třetí březen) do 10. března 483.  Katolická církev slaví jeho svátek 10. března. Jeho jméno lze přeložit jako „Prostý“ nebo „Jednoduchý“.

## Životopis
Narodil se v Tivoli v Itálii prostému řeckému muži jménem Castinus. Možná pod vlivem válečných událostí chtěl přestěhovat papežský stolec do Řecka. O jeho životě je však málo známo. Za 15 let pontifikátu zažil tři dramatické události: třetí plenění Říma, morovou epidemii v roce 472 a pád Římské říše.
Simplicius hájil rozhodnutí chalcedonského koncilu proti herezi monofyzitů, pomáhal obyvatelům Itálie proti loupeživým barbarským vojákům a v roce 472 se dostal do konfliktu s císařem Anthemiem. Byl svědkem povstání foederatů v roce 476 a následného prohlášení Odoakera (stoupence ariánské hereze) králem Itálie. Po něm následoval pád Římské říše, při němž byl sesazen poslední římský císař Romulus Augustus Odoakar. 
Zemřel jako svatý vyznavač přirozenou smrtí a byl pohřben u sv. Petra. 

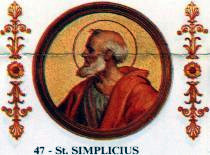
Ideální portrét sv. Simpliciana z římského kostela San Paolo fuori la mura, 19. století

## Ikonografie
Nedochoval se žádný jeho  autentický portrét. Nejstarší vyobrazení ze zničeného kostela Santa Bibiana v Římě je známo jen z pozdní kopie. V encyklopediích se užívá podobizna v medailonu z 19. století, z malované galerie papežů v římském kostele San Paolo fuori la mura. Simplicius bývá vyobrazen jako muž s plnovousem, v řasnaté římské tunice, s palliem a tiárou. 

## Patrocinium
Je patronem italského města Deruta v Umbrii.  

## Odraz v literatuře
Jméno se užívalo vzácně, jediným dokladem je německý román Dobrodružný Simplicius Simplicissimus z roku 1668.